# Godmorgon världen
För albumet, se God morgon världen (musikalbum).
Godmorgon världen (tidigare stiliserat som Godmorgon, världen!) är ett radioprogram som görs av Ekoredaktionen i Sveriges Radio P1 som sänds söndagar 9:03-11:00 (med repris 22:03-24:00). Programmet startades den 7 september 1986 med främst det kanadensiska radioprogrammet Sunday Morning på CBC som förebild.
Programmet leds av Sara Stenholm Pihl och Jesper Lindau .
Den tidigare programledaren Olle Hägg fyllde 65 år i december 2018 och gick då i pension från sitt arbete på radion.

## Innehåll
Veckan som gått (särskilt politiska händelser) betraktas i en blandning av reportage, krönikor, satir och kåserier.

### Signatur
Programmets signatur skapades 1986 av Bertil Goldberg.

### Programledare
- Olle Hägg ?—2018
- Lasse Johansson ?—?
- Sara Stenholm Pihl
- Jesper Lindau 2021—

## Reportage
Reportagen handlar om aktuella ämnen eller är fördjupande.

### Krönika
Återkommande krönikörer (januari 2024):
- Ulrika Knutson
- Katarina Barrling
- Nina Wormbs
- Amat Levin

Tidigare (bland andra):
- Nina Björk
- Po Tidholm
- Johan Norberg
- Göran Rosenberg
- Margit Silberstein

### Panel
Ett av inslagen är en panel med tre ledarskribenter från tidningar av olika politisk hemvist som kommenterar och debatterar politiska aktualiteter. Panelen sändes första gången 1990. Det är enligt SR ett uppskattat inslag av de som lyssnar på programmet och det genererar mycket lyssnarreaktioner.
I september 2019 skrev Nyheter Idag att 73 av de 90 panelmedlemmarna de föregående 30 veckorna var socialistiska, socialdemokratiska eller liberaler, och att den flitigaste gästen var Göran Greider. Tidningen gjorde en uppföljning i oktober 2020 som visade att fördelningen var nästan identisk med föregående års undersökning.
I maj 2021 rapporterade radioprogrammet Medierna om en sammanställning som visade att panelen representerades av 50% vänsterdebattörer, 20% liberala debattörer och 30% högerdebattörer. Den dåvarande väljaropinionen var ungefär 40% vänster, 15% liberaler och 45% höger. Publiceringschefen på Sveriges Radios Ekot svarade att man delade in panelisterna i höger och vänster och där panelister som sympatiserade med Centern och Liberalerna räknades som tillhörande högerblocket, trots att de sedan fyrpartiuppgörelsen i januari 2019 stödjer en Socialdemokratisk statsminister. Med den indelningen menade Ekot att indelningen blev jämnt 50-50.
I juli 2023 rapporterade Pelle Zackrisson, som tidigare skrivit om frågan, att under våren och sommaren 2023 hade 74 procent av deltagarna varit rödgröna eller liberala och 26 procent hade varit liberalkonservativa/konservativa. Ingen hade haft en tydlig SD-profil. De flitigaste deltagarna var Göran Greider från Dala-Demokraten och Leonidas Aretakis från Flamman.

### Satir
De första 14 åren framfördes satiren av På Håret och följdes av Snudd på Succé. Mellan 2001 och mars 2024 producerades programmets satirinslag av under rubriken Public Service. Utkantssverige har ibland ersatt Public Service. Det sista inslaget med Public Service sändes den 31 mars 2024.

### Kåseri
Återkommande kåsörer (bland andra, 2024):
- Mark Levengood
- Helena von Zweigbergk
- Pamela Jaskoviak
- Emil Jensen
- Augustin Erba

Tidigare:
- Carl Johan de Geer
- Nour El Refai
- Sissela Kyle
- Ludvig Rasmusson

## Baklöp
Programmet avslutas med att lista händelser under den kommande veckan.